# 金純
金 純（きん じゅん、生年不詳 - 1440年）は、明代の官僚。字は徳修。本貫は泗州臨淮県。

## 生涯
洪武年間、国子監生となった。吏部尚書の杜沢の推薦により、吏部文選郎中に任じられた。1398年（洪武31年）、江西布政司右参政として出向した。1402年（建文4年）、永楽帝が即位すると、金純は蹇義の推薦により、刑部右侍郎として召し出された。1406年（永楽4年）、北京の宮殿造営のために、湖広で材木を伐採するよう命じられた。1409年（永楽7年）、永楽帝に従って北京を巡視した。1410年（永楽8年）、永楽帝の漠北遠征に従い、刑部左侍郎に進んだ。
1411年（永楽9年）、金純は宋礼とともに会通河の改修にあたるよう命じられた。さらに徐亨・蔣廷瓚とともに魚王口の黄河故道を浚渫した。かつて洪武帝が河南と山西のあいだで軍を展開したとき、大将軍の徐達に命じて塌場口を開かせ、泗州に黄河を通じさせた。さらに済寧の西の耐牢坡を開き、曹州・鄆州の河水を引かせ、中原の水運を通じさせた。その後黄河故道が塞がってしまったため、金純がこれを改修することになったのだった。開封の北から水を引いて鄆城に導き、塌場に入れ、穀亭の北10里に出し、永通と広運に2か所の水門を作った。1416年（永楽14年）3月、金純は礼部左侍郎に転じた。まもなく礼部尚書に進んだ。1417年（永楽15年）、永楽帝に従って北京を巡視した。1421年（永楽19年）、給事中の葛紹祖とともに四川巡撫をつとめた。1424年（永楽22年）8月、洪熙帝が即位すると、金純は工部尚書に転じた。10月、さらに刑部尚書に転じた。1425年（洪熙元年）、太子賓客を兼ねた。金純は刑部の属吏に対してみだりに罪人に暴行を加えないよう戒めたため、金純の在任中には獄死者を出さなかった。
1428年（宣徳3年）、金純は病と称して朝参を免除されたが、朝廷の貴顕とたびたび飲食をともにしていたことが発覚して、御史や給事中たちに弾劾された。宣徳帝の怒りを買い、錦衣衛の獄に繋がれた。ほどなく老齢を理由に釈放されたが、太子賓客の任を解かれた。8月、致仕して官を去った。1440年（正統5年）7月、死去した。山陽伯の位を追贈された。